# Château d'Ozenay
Le château d'Ozenay est situé près de Tournus sur la commune d'Ozenay en Saône-et-Loire, au bord du ruisseau de la Natouze.
Le château fait l’objet d’un classement au titre des monuments historiques depuis novembre 1997.
L'ensemble du colombier des dépendances et du jardin fait l’objet d’un classement au titre des monuments historiques depuis mars 2005.

## Description

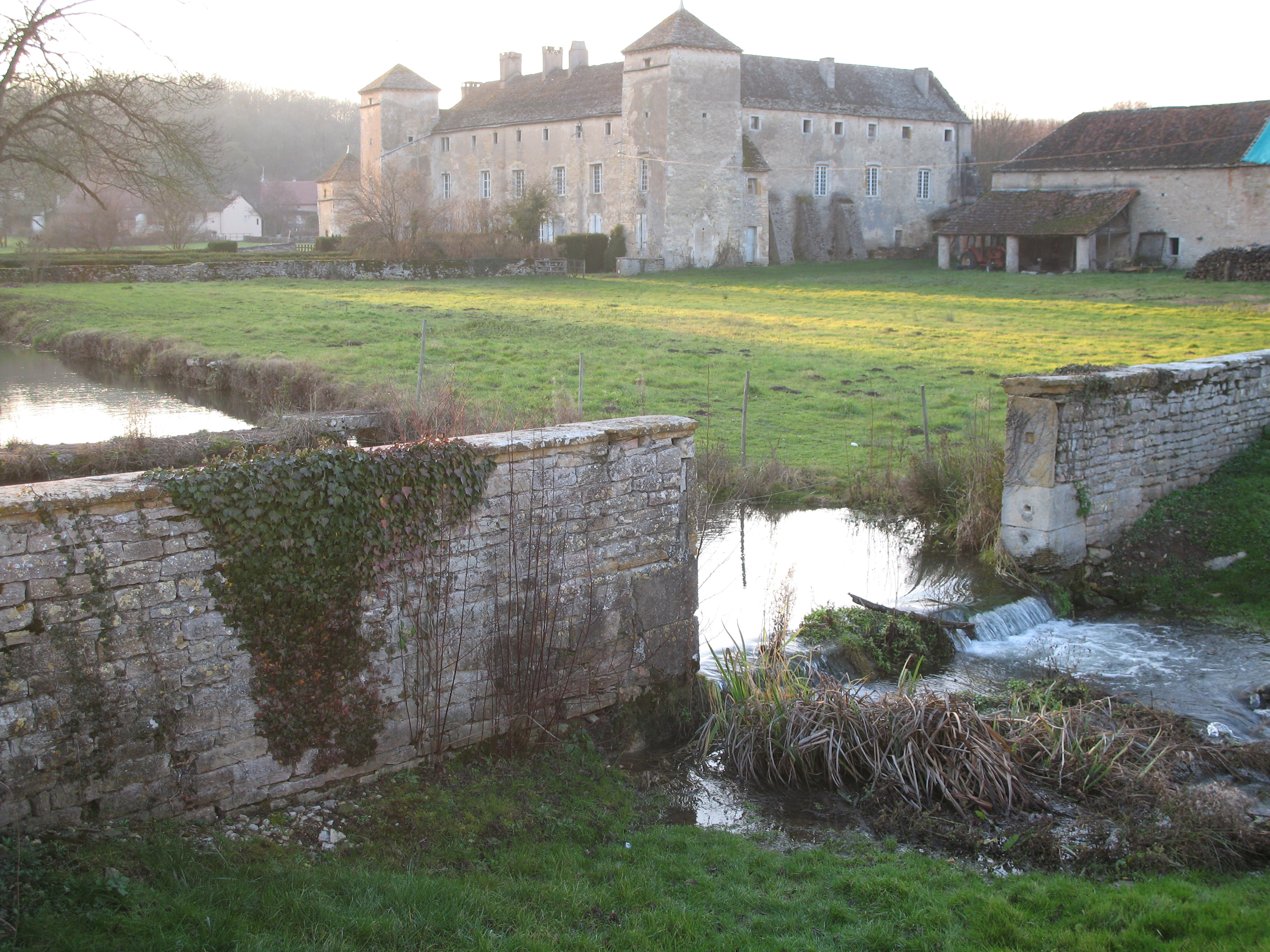
Château d'Ozenay au bord de la Natouze, vue du nord-est

Le château, aux toitures partiellement couvertes de laves, comprend un corps de logis orienté nord-sud, flanqué à ses deux extrémités de deux tours carrées côté est et deux ailes côté ouest. L'aile nord, inachevée, se termine par un pignon percé de deux portes-fenêtres, tandis que celle du sud se termine par une grosse tour ronde.
Les trois niveaux du château sont desservis par un escalier à vis Renaissance (milieu du XVIe siècle). Au centre du corps de logis, une volée droite et large dessert également le bel étage à partir de la cour d'honneur. Les combles forment un étage-attique sur tout le pourtour de l'édifice, éclairé de petites baies presque carrées non vitrées. Au nord de la salle centrale Louis XIII, une chambre a conservé des boiseries sculptées et peintes du XVIIIe siècle sur lesquelles sont représentées des fables de La Fontaine. Les cheminées ont des souches imposantes, toutes différentes, dont les mitres sont ornementées d'ajours en brique ; elles n'ont rien de commun avec les cheminées paysannes de Bresse dites "sarrasines".
Un colombier carré se dresse, isolé, dans le pré. Les communs, à usage de grange, écuries, cuverie, forment un ensemble en T séparé de l'extrémité de l'aile nord par un grand portail permettant la communication entre la cour et le jardin. L'ancienne cuverie contient un très ancien pressoir à grand point dans un état de conservation exceptionnel, classé monument historique.

## Datations et attributions
La première campagne de construction détectable est attribuable à la famille Chacipol vers la fin du XVe siècle. Les baies, en calcaire jaune, aux linteaux à accolade ou à arc infléchi, sont écussonnées d'un blason écartelé dont les quartiers 1 et 4 présentent un échiqueté et les deux autres un coq, armes des Chacipol ("chasse-poules"). À cette campagne appartiennent les deux premiers niveaux de la moitié sud du corps de logis central, la tour ronde sud-ouest et le pigeonnier, ainsi que le pressoir. La tour ronde est alors reliée au corps de logis par un simple mur rempart probablement doublé à l'intérieur d'un chemin de ronde sur galerie de bois. À noter que les éléments défensifs sont dirigés vers le sud, actuellement dans un pré désert, et que le château présente, sur un angle du corps de logis, des boules apotropaïques, rarissimes dans cette région.
Vers 1540, le château échoit par mariage à Jean de Chanay, capitaine à Tournus. Celui-ci construit la tour d'escaliers Renaissance hors œuvre, en même temps qu'il surélève le corps de logis, lui ajoutant un étage-attique éclairé par de petites baies carrées chanfreinées.
En 1603, le château est acquis par Claude Barthelot, haut fonctionnaire du roi à Mâcon, qui y engage de grands travaux : il relie la tour ronde au corps de logis en noyant la tour d'escaliers dans les nouvelles murailles, formant ainsi l'actuelle aile sud.
Il double également la longueur du corps de logis vers le nord, créant à cette occasion un nouvel escalier droit desservant l'étage noble ; le corps de logis présente à ce moment l'aspect d'une haute bâtisse allongée couverte d'un toit à croupes, à laquelle il ajoute les deux tours carrées accolées aux angles nord-est et sud-est. L'élévation est prolongée à l'identique sur cette extension nord, sauf que les baies de l'étage-attique ne comportent désormais plus de mouluration. Les baies de l'étage noble, seul étage chauffé et habité au XVIIe siècle, sont constituées de raides croisées, également sans moulurations. Ces croisées ont été, sous la Convention, presque toutes vidées de leurs meneaux pour diminuer le nombre fiscal de baies. L'ensemble sévère formé par ces croisées et les petites baies carrées des combles évoque bien la culture austère des militaires et fonctionnaires ruraux de cette époque. Plus tard dans le XVIIe siècle, l'aile nord est créée, en reprenant toujours le système des croisées et des baies carrées. Ces travaux se font en plusieurs campagnes et sur plusieurs générations de cette même famille de fonctionnaires, sans qu'on puisse pour l'instant préciser davantage.De cette époque date aussi le tracé du jardin à la française de plan rectangulaire, qui intègre la Natouze, petit cours d'eau traversant la propriété sous une forme canalisée en bassin d'agrément. L'ensemble est si bien conservé qu'il a été classé monument historique dans sa totalité.
Au XVIIIe siècle, le rez-de-chaussée est aménagé pour l'habitation et, comme l'étage de l'aile nord, muni de nouvelles grandes baies. Les baies de cette campagne, toujours attribuable aux Barthelot, sont délardées en arc surbaissé. La menuiserie de la porte centrale montre la date de 1789. La cour d'honneur, au nord, est réaménagée avec plantation d'allées de tilleuls sous forme de mail, avec des portails sculptés et grillagés.
Tardivement, une cave voûtée est ajoutée sous l'aile nord, nécessitant l'ajout de contreforts.
Le château est une propriété privée et ne se visite pas.

## Parc et jardins
Ils se composent d'une avant-cour plantée d'une quinconce de tilleuls, d'un jardin de buis taillés traversé par une rivière canalisée, d'un miroir d'eau muni d'un système hydraulique, d'un potager, d'un ancien verger et d'un pré. Cet ensemble a été classé par arrêté du 16 mars 2005.

## Historique

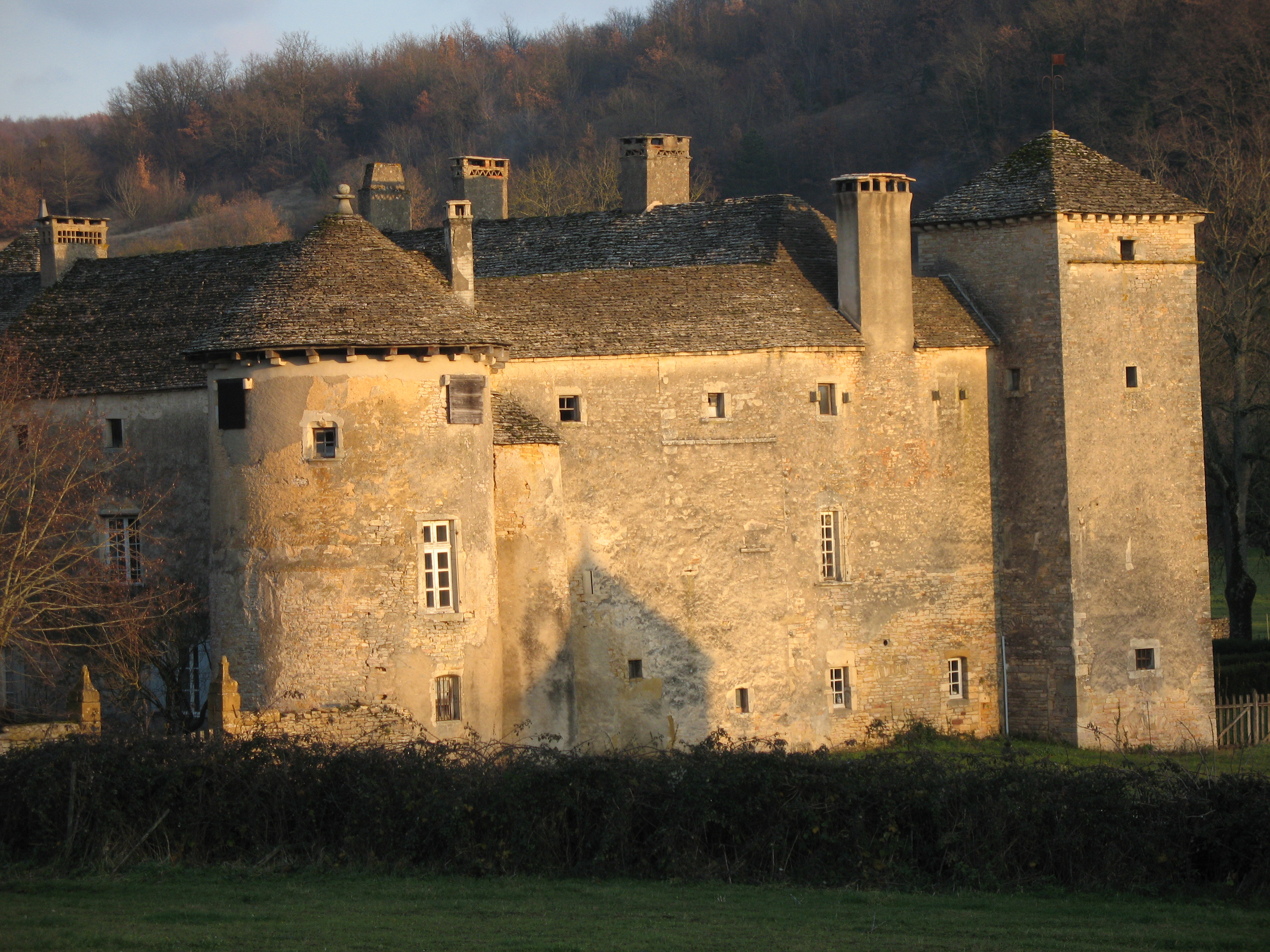
Château d'Ozenay

- Moyen Âge : la terre appartient en grande partie à l'abbaye de Tournus, au chapitre de Saint-Vincent et à celui de Saint-Pierre de Mâcon, qui concèdent en arrière-fief une part de leur domaine, moyennant hommages et redevances à des seigneurs laïcs
- 1267 : concession aux Chanay
- 1282 : concession aux Montbellet
- 1343 : concession aux Chacipol
- XVIe siècle : nouvelle concession aux Chanay
- 1587 : Claude Barthelot, coseigneur d'Ozenay et de Gratay, et son épouse, Pierrette de Rymon, sont bienfaiteurs de l'abbaye Saint-Philibert
- jusqu'à la fin du XIXe siècle : les Barthelot portent le titre de marquis d'Ozenay
- 1860 : le dernier représentant de la famille lègue le domaine à son petit-neveu, Amédée de La Barge de Certeau (fils de Frédéric de La Barge de Certeau et d'Amélie Barthelot d'Ozenay), qu'il adopte et à qui il transmet son titre
- 1891 : le fils du précédent, Philibert de La Barge de Certeau d'Ozenay, lui succède
- 1939: le marquis d'Ozenay, fils du précédent, lui succède.
- 1971 : restauration des toitures en laves (pierres calcaires) du château.